# Nelly van Doesburg
Nelly van Doesburg, geboren als Petronella Johanna van Moorsel (Den Haag, 27 juli 1899 – Meudon, 1 oktober 1975), was een Nederlands avant-gardistisch pianiste, danseres en beeldend kunstenares. Ze trad op onder haar dadaïstische artiestennaam Pétro van Doesburg en gebruikte als schilder het pseudoniem Cupera.

## Levensloop
Ze was een dochter van de winkelier Petrus Bartholomeus van Moorsel en zijn vrouw Leentje Buch. Ze is vooral bekend geworden als vriendin en derde vrouw van De Stijl-voorman Theo van Doesburg, met wie zij op 24 november 1928 in het huwelijk trad.

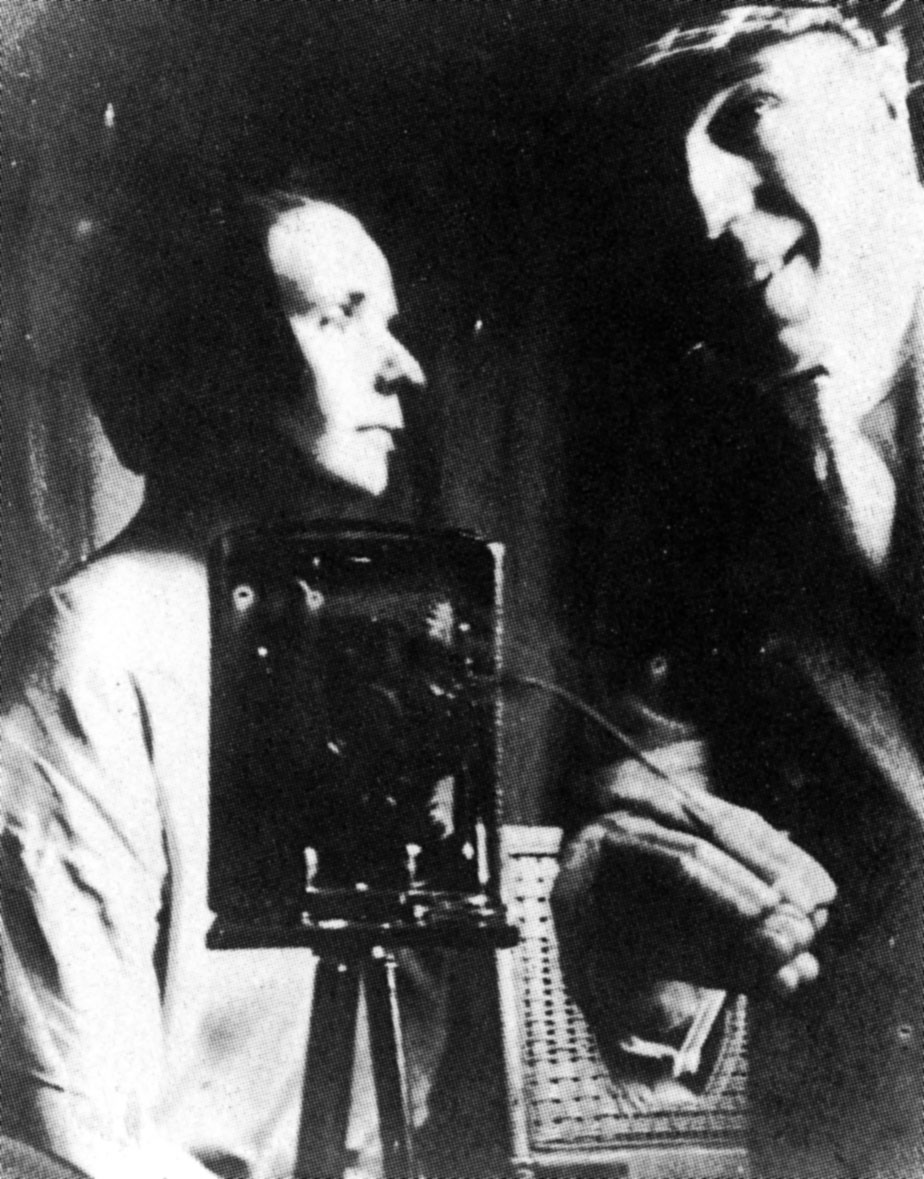
Nelly en Theo van Doesburg in het atelier van Piet Mondriaan in Parijs. Voorjaar 1921.

In 1920 ontmoette ze Van Doesburg via haar broer, die een abonnement had op het door Van Doesburg uitgegeven tijdschrift De Stijl. Tijdens de opening van de tentoonstelling La Section d'Or in Den Haag op 11 juli 1920 zou ze onmiddellijk verliefd op hem zijn geworden. Haar katholieke ouders stelden echter geen prijs op de omgang met Van Doesburg, die niet alleen protestants was, maar ook getrouwd. Daarom liep ze rond de jaarwisseling van 1920-1921 weg van huis. Ze werd in Leiden opgevangen door J.J.P. Oud en Van Doesburgs echtgenote Lena Milius. Tijdens haar relatie met Van Doesburg werd ze geïntroduceerd in de wereld van de moderne kunst. Zo nam Van Doesburg haar in maart 1921 mee op een lezingentour door Europa, waarbij ze ook een bezoek brachten aan Piet Mondriaan in Parijs.
Vanaf april 1921 woonde ze samen met Van Doesburg in Weimar. In december verbleef ze enkele weken in Wenen, om zich te bezinnen over haar toekomst. Hier ontmoette ze de Hongaarse kunstenaar Lajos Kassák, uitgever van het tijdschrift Ma. Aktivista Folyóirat (Heden Activisten Tijdschrift). Hierna ontstond een correspondentie tussen Kassák en Theo van Doesburg.
Op 24 september 1922 bezocht ze met Theo, Cor van Eesteren en anderen, de Städtische Kunstverein van Walter Dexel in Jena. De dag daarop speelde ze composities van Vittorio Rieti tijdens een dada-avond in Hotel Fürstenhof in Weimar, waaraan ook Jean Arp en Tristan Tzara deelnamen.

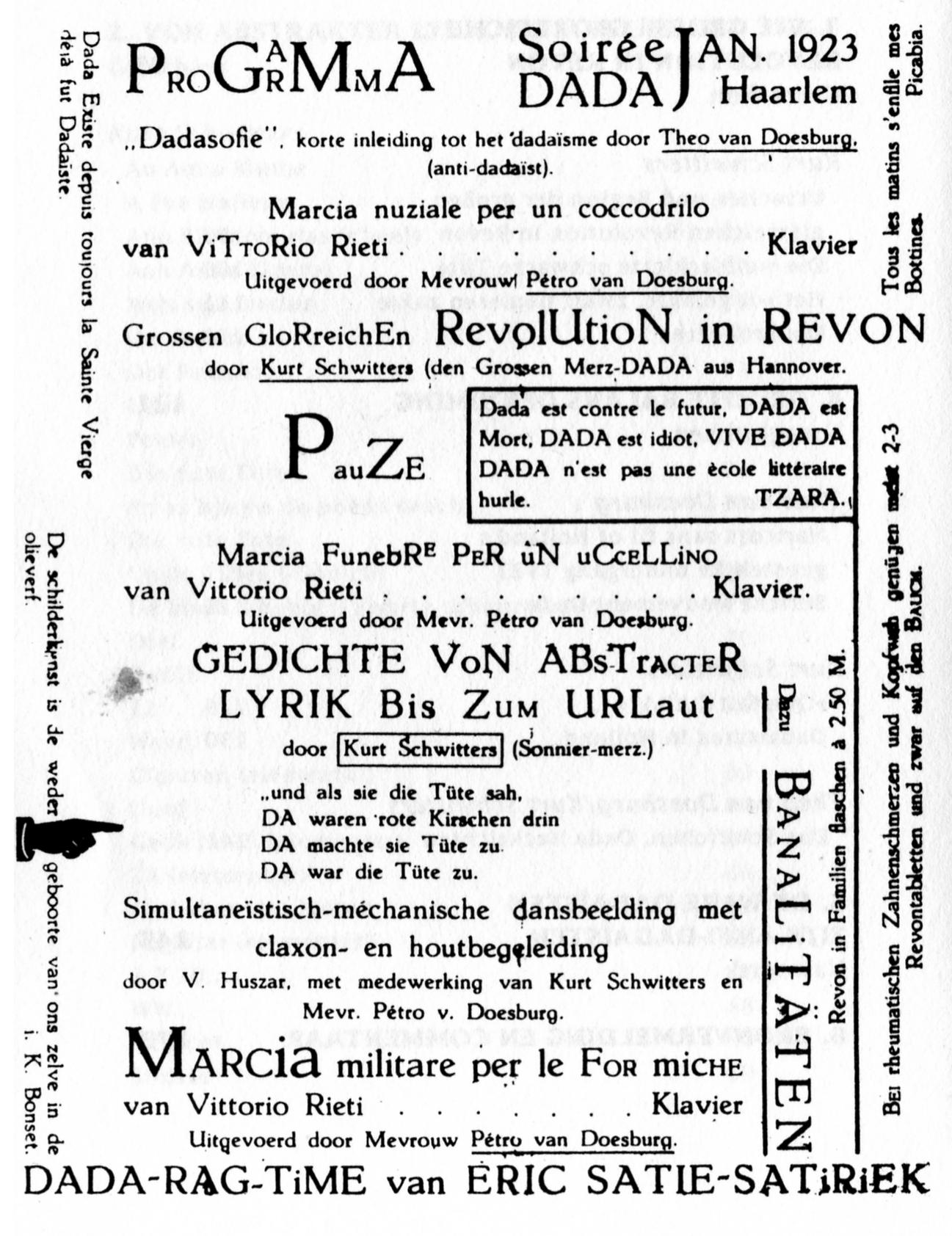
Programma van de Dada-soirée in Haarlem, 12 januari 1923. Drukwerk.

In januari-februari 1923 nam ze met haar toekomstige man en de kunstenaars Kurt Schwitters en Vilmos Huszár, onder haar artiestennaam Pétro, deel aan de Nederlandse Dada-tournee. Tijdens deze avonden speelde ze muziek van Satie en Rieti. Na afloop van deze tournee speelde ze tijdens een 'Moderne Soirée' op 12 maart bij de dansschool van Lily Green in Den Haag ook composities van Arthur Honegger, Daniël Ruyneman, Francis Poulenc, Josef Hauer en Egon Wellesz. Ook stonden de Proeven van Stijlkunst van de componist Jacob van Domselaer op haar repertoire. De laatste voorstelling samen met Schwitters vond plaats op 14 februari 1925 bij avant-garde-uitgeverij Müller & Co. in Potsdam. Daarnaast maakte ze onder pseudoniem Cupera een aantal schilderijen, waarin invloeden van De Stijl zijn te herkennen. In Parijs genoot ze als Sonia Pétrowska enige bekendheid als danseres.
Van 2 oktober 1929 tot 5 januari 1930 organiseerde ze de ESAC (Expositions Sélectes d'Art Contemporain) van ‘hedendaagsche jonge parijsche schilderkunst’ in het Stedelijk Museum in Amsterdam en Pulchri Studio in Den Haag. Van Doesburg nam ook zelf aan deze tentoonstelling deel onder haar pseudoniem P. Cupera.

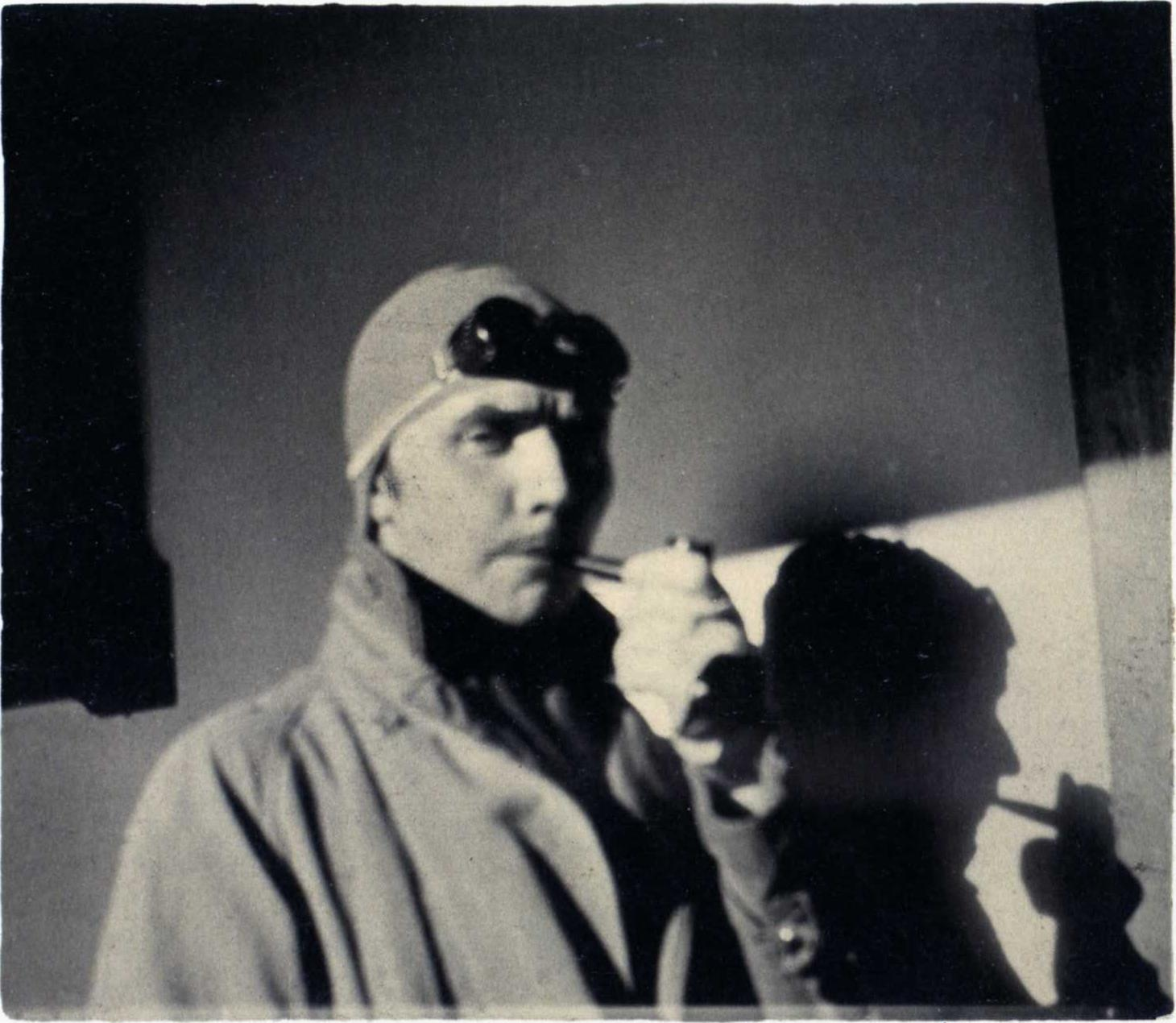
Nelly van Moorsel vermomd als I.K. Bonset. 1927.
Foto Theo van Doesburg.

Na Theo van Doesburgs dood zette weduwe Nelly van Doesburg zich in om de herinnering aan haar man levend te houden. Zij wilde het eenzijdige beeld, dat hij vooral een navolger in plaats van een vernieuwer van de moderne kunst was, de wereld uit helpen. Daartoe organiseerde ze een reeks tentoonstellingen van zijn werk. Ze zorgde bovendien voor een goed onderkomen voor een groot deel van zijn schilderijen door deze te verkopen aan de beste collecties moderne kunst ter wereld. Veel schilderijen van Van Doesburg zijn in de Verenigde Staten terechtgekomen, bijvoorbeeld in het Museum of Modern Art en de Guggenheim collecties, doordat Van Doesburg bevriend was met Peggy Guggenheim, die optrad als haar agent in Amerika. In de jaren vijftig maakte zij ook enkele reproducties in zeefdruk van werken van haar man. De resterende collectie van Van Doesburg, vooral bestaande uit archiefmateriaal, studies, foto's en tekeningen, liet Nelly van Doesburg na aan haar nicht Wies van Moorsel (1935-2024). Die schonk het in 1981 aan het rijk. De collectie is in beheer bij het Instituut Collectie Nederland en het Rijksbureau voor Kunsthistorische Documentatie.
Ook bleef ze actief in het kunstenaarscircuit. Ze had onder meer een korte relatie met de Duitse architect Ludwig Mies van der Rohe. Ook was ze, als belangrijke getuige van de hele Stijl-beweging, een goede bron voor onder meer het boek Holland Dada van K. Schippers. Aan het eind van haar leven keerde ze terug naar haar wortels en werd ze weer katholiek.
Nelly van Doesburg overleed op 76-jarige leeftijd aan de gevolgen van borstkanker in het door haar man gebouwde atelier in het Franse Meudon.

## Discografie
- Nelly (Pétro) van Doesburg, Repertoire De Stijl. Bauhaus. Dada, 2007 (CD).